# Paul Reiwald
Paul Reiwald (* 26. Mai 1895 in Berlin; †  11. August 1951 in Basel) war ein deutscher Jurist und Kriminologe.

## Leben
Reiwald wurde 1919 an der Universität Berlin zum Dr. jur. promoviert. Nach dem Studium von Rechtswissenschaft, Philosophie und Psychologie war er zunächst als Strafverteidiger tätig, wurde dann aber Dozent für Kriminalpsychologie an der Berliner Universität. Er stand in der Tradition derjenigen Kriminalpsychologen, die Strafen und Straftaten psychoanalytisch erklärten. Seine Bücher durften nach 1933 nicht mehr vertrieben beziehungsweise veröffentlicht werden. 
Reiwald war mit der aus Berlin stammende Malerin Hilde geborene Malachowski verheiratet. Zusammen hatten sie vier Kinder. Da er Mitglied der Liga für Menschenrechte und Sozialdemokrat war, sah sich die junge Familie 1933 gezwungen nach Belgien zu flüchten, wo er am Institut des hautes études de Belgique lehrte. Ab 1939 lebte die Familie in Genf, wo er bis 1949 Dozent für Massenpsychologie an der Universität Genf war. Später zog die Familie nach Binningen.
Im Rahmen der kriminologischen Reformbestrebungen der 1960er und 1970er Jahre gaben Tilmann Moser und Herbert Jäger Reiwalds Hauptwerk Die Gesellschaft und ihre Verbrecher neu heraus. Eine psychoanalytische Kriminologie konnte sich jedoch nicht durchsetzen.

## Schriften (Auswahl)
- Eroberung des Friedens. Psychologische Grundlagen der neuen Gesellschaft (1944 – Neuauflage 1968).
- Vom Geist der Massen (1946).
- Die Gesellschaft und ihre Verbrecher (1948 – gekürzte Neuausgabe 1970).
- Das bedrohte Ich. Psychologischer Führer durch die Wirren unserer Zeit (1951).